# Detransició
Es coneix com a detransició (Detransition) a l'aturada o reversió d'un procés de canvi en la presentació de gènere o d'una transició de gènere, sigui per mitjans socials, legals o mèdics.

## Context i terminologia
La Transició de gènere és el procés en el qual una persona canvia la seva presentació de gènere i/o les seves característiques de sexe per concordar amb el sentit intern de la seva identitat de gènere. La transició generalment implica canvis socials (com canvis en la manera de vestir, del nom propi o dels pronoms que es fa servir per identificar-se), canvis legals (com el nom legal i/o el gènere legal), i canvis físics (com teràpies hormonals i/o cirurgia de reassignament de gènere). Les persones que fan la transició poden acabar vivint en el gènere amb què s'identifiquen o bé, si no s'identifiquen amb cap dels dos gèneres establerts segons el sistema binari tradicional, optar per no definir el seu gènere.
La detransició (també anomeada retransició) és el procés d'aturar o revertir un o més d'aquests processos. Com en la transició, no és un sol esdeveniment. El sistema de detransició pot variar molt entre cada individu, podent implicar -o no- canvis en l'expressió de gènere, la identitat social, els documents d'identitat, i/o la pròpia anatomia. El concepte de desistir, per contra, se sol fer servir per definir un cessament del procés de transformació de la identitat transgènere o en casos de disfòria de gènere.

## Impacte cultural i polític

en

Algunes persones consideren que hi ha una mancança de referents legals, mèdics i psicològics en el camp de la detransició. Hi ha hagut denúncies de persones en procés de detransició que han estat criticades per activistes que veuen la detransició com una amenaça als drets del col·lectiu trans. La controvèrsia que envolta els processos de detransició dins de l'activisme trans sorgeix principalment en el tractament que rep la qüestió pels mitjans de comunicació de masses i per activistes polítics tant d'esquerres com de dretes, que fan servir la detransició com un argument a favor dels seus argumentaris respectius, generalment per evitar l'extensió dels drets polítics i socials o, fins i tot, per negar l'existència mateixa de les persones trans.